# Richard Gay
Richard Gay (n. 6 martie 1971, Chamonix-Mont-Blanc, Rhône-Alpes, Franța) este un sportiv ce a reprezentat Franța, medaliat olimpic. A participat la o ediție a Jocurilor Olimpice (2002) în care a câștigat o medalie de bronz.

## Participări
Lista de mai jos prezintă principalele competiții la care a participat Richard Gay de-a lungul carierei.
- freestyle skiing at the 2002 Winter Olympics – men's moguls[*]